# Icosteus aenigmaticus
Famille
Genre
Espèce
Statut de conservation UICN

 NE  : Non évalué
Icosteus aenigmaticus est une espèce monotypique de poissons marins vivant jusqu'à 1 420 m de profondeur au nord de l'océan Pacifique. C'est la seule espèce du genre Icosteus Lockington, 1880, seul membre de la famille Icosteidae Jordan & Gilbert, 1880.

## Description
Son squelette est surtout composé de cartilage.
Son corps est dépourvu d'écailles et tout flasque, tant en raison de son squelette cartilagineux, que de ses muscles mous. Aucune de ses nageoires n'a d'épine. Les nageoires dorsale et anale s'étendent sur toute la longueur du corps, tandis que les nageoires pelviennes sont absentes. La coloration est généralement d'un brun foncé, et sa longueur maximale connue est de deux mètres.
Il se trouve dans les eaux profondes, où il mange d'autres poissons, des calmars et des pieuvres, bien que les captures récentes ne montrent pas de becs de calmars, mais de grandes quantités de méduses.
Les larves effectuent une transformation remarquable : la nageoire caudale se rétrécit, et les nageoires pelviennes disparaissent.
Les scientifiques pensaient autrefois qu'il s'agissait de deux espèces différentes, l'adulte connu alors sous Acrotus willoughbyi.

## Systématique
Le nom valide complet (avec auteur) de ce taxon est Icosteus aenigmaticus Lockington, 1880.
Icosteus aenigmaticus a pour synonymes :
- Acrotus willoughbyi Bean, 1888
- Schedophilopsis spinosus Steindachner, 1881

Il est le seul membre de la famille Icosteidae, et du genre Icosteus. Certains auteurs les ont classés comme un sous-ordre des Perciformes (Icosteoidei), tandis que d'autres les ont élevés au rang d'ordre, les Icosteiformes. Mais ces rangs ne sont plus acceptés.

## Étymologie
« Icosteus Lockington 1880 : Ictico-, souple ou flexible ; osteus, os. "Le corps entier est caractérisé par un manque de fermeté, car il peut être plié aussi facilement qu'un morceau de chiffon doux et épais" (d'où le nom "Ragfish" ou poisson chiffon). Lockington a examiné deux spécimens, tous deux avec une forme de tête différente, "sans doute en raison de la flexibilité des os" (qui sont largement cartilagineux).
- Icosteus aenigmaticus Lockington 1880 : Aenigmaticus, énigmatique. L'allusion n'est pas expliquée mais fait probablement référence à sa flexibilité inhabituelle et/ou à sa position phylogénétique incertaine à l'époque. Lockington l'a classé comme un blennie (Blenniidae) mais a noté, "Il ne peut cependant guère se référer à aucune des familles actuelles, et devrait peut-être former le type d'une famille distincte" (ce qu'il a finalement fait). »

— ETYfish project (traduction automatique)

## Publication originale
- (en) W.N. Lockington. « Description of a new genus and some new species of California fishes (Icosteus aenigmaticus and Osmerus attenuatus) ». Proceedings of the United States National Museum. v. 3 (no. 123), 1980, p. 63-68. [lire en ligne (page consultée le 9 juin 2025)]